# Matías Sarulyte
Matías Sarulyte (Colón, 13 marzo 1989) è un calciatore argentino, difensore svincolato.

## Caratteristiche tecniche
Difensore che agisce, principalmente, centralmente in una difesa a tre; ottimo colpitore di testa, predilige l'uso del piede destro.

## Carriera

### Club
Inizia la sua carriera da calciatore nel 2003, quando viene acquistato dall'Estudiantes (LP) per militare nelle varie divisioni giovanili del club. Dopo cinque anni trascorsi nel settore giovanile del club di La Plata, debutta con la prima squadra il 16 novembre 2008 durante il match perso contro l'Argentinos Juniors e, in quell'occasione, riceve anche la sua prima ammonizione in carriera. Dopo due anni, esattamente il 2 giugno 2011, realizza la sua prima rete in carriera da calciatore professionista durante la partita, vinta, contro l'Huracán.

## Palmarès

### Club

#### Competizioni internazionali
- Coppa Libertadores: 1

Estudiantes: 2009

#### Competizioni nazionali
- Campionato argentino: 1

Estudiantes: 2010 (A)